# Indigofera dolichothyrsa
Indigofera dolichothyrsa är en ärtväxtart som beskrevs av Baker f. Indigofera dolichothyrsa ingår i släktet indigosläktet, och familjen ärtväxter. Inga underarter finns listade i Catalogue of Life.